# Дамян Коконеши
Дамян (на албански: Damian; на гръцки: Δαμιανός) е албански православен духовник, епископ на Албанската православна църква.

## Биография
Роден е в 1886 година със светското име Димитър Коконеши (Dhimitër Kokoneshi) в поградецкото влашко православно село Лънга, тогава в Османската империя.
На 14 септември 1952 година е ръкоположен за аргирокастренски епископ на неканоничната йерархия на Албанската православна църква. Митрополитът на Аргирокастро, гъркът Пантелеймон Котокос продължава да претендира за престола. Дамян Аргирокастренски поддържа комунистическия режим в страната, но въпреки това раздразва службата за сигурност Сигурими.
На 7 март Светият синод на Албанската православна църква го избира за архиепископ тирански и на цяла Албания на мястото на починалия Паисий Водица. На следния ден е одобрен от властите.
През 1967 година, след забраната на всякаква религиозна дейност в Албания, Дамян Тирански е арестуван и след това поставен под домашен арест от албанските власти. Умира в къщата си в Поградец на 8 октомври 1973 година.